# Hubert Miłkowski
Hubert Miłkowski (ur. 23 czerwca 1999 w Warszawie) – polski aktor.

## Życiorys
Urodził się 23 czerwca 1999 roku w Warszawie. Student Wydziału Aktorskiego Państwowej Wyższej Szkoły Filmowej, Telewizyjnej i Teatralnej im. Leona Schillera w Łodzi.

## Filmografia
| Rok  | Tytuł                            | Rola                       | Uwagi          |
| ---- | -------------------------------- | -------------------------- | -------------- |
| 2017 | Perfect Match                    | Chłopak przy stole         | etiuda szkolna |
| 2018 | La Campanella                    |                            | etiuda szkolna |
| 2018 | Dywizjon 303. Historia prawdziwa | Kazimierz Wunsche          | film           |
| 2019 | Odłamek                          |                            | etiuda szkolna |
| 2019 | Łódź podwodna                    |                            | etiuda szkolna |
| 2020 | Stulecie Winnych                 | Krzysztof Kamil Baczyński  | serial, 1 odc. |
| 2020 | W głębi lasu                     | Paweł Kopiński w roku 1994 | serial         |
| 2021 | Pajęczyna                        | Marcin, syn Kornelii       | serial         |
| 2021 | Kruk. Czorny woron nie śpi       | Cyprian Dereń              | serial         |
| 2021 | Hiacynt                          | Arek Krajewski             | film           |
| 2023 | Belfer - ostatnia lekcja         |                            | serial         |